# Rade Zagorac
Pour les articles homonymes, voir Zagorac (homonymie).
Rade Zagorac, né le 12 août 1995 à Belgrade, Serbie, est un joueur serbe de basket-ball. Il évolue aux postes d'ailier et d'arrière.

## Biographie

### Carrière professionnelle
Zagorac commence sa carrière professionnelle au Mega Vizura pour la saison 2012-2013. Pour la saison suivante, il est prêté au Smederevo 1953 (en).
Il revient au Mega Vizura pour la saison 2014-2015. En avril 2015, il déclare sa candidature pour la draft 2015 de la NBA mais il se rétracte deux mois plus tard.
Le 1er octobre 2015, au premier match de l'Adriatic League, contre l'Étoile rouge de Belgrade, il se casse son bras gauche.
Le 12 avril 2016, il annonce sa candidature à la draft 2016 de la NBA.
Le 23 juin 2016, Zagorac est sélectionné par les Celtics de Boston à la 35e position de la draft 2016. Ses droits de draft sont ensuite transférés aux Grizzlies de Memphis contre un futur premier tour de draft.
Le 2 juillet 2016, Zagorac signe un nouveau contrat de deux avec l'équipe serbe du KK Mega Leks.
Après avoir disputé la NBA Summer League 2017 avec les Grizzlies de Memphis, il y signe un contrat de trois ans. En octobre 2017, il est licencié par les Grizzlies sans avoir participé à un seul match de saison régulière.

### Sélection nationale
Il fait partie des joueurs serbes pré-sélectionnés pour participer à l'EuroBasket 2015. Le 24 juin 2015, il n'est pas retenu dans l'effectif final.
Le 19 mai 2016, il fait partie des 24 joueurs serbes pré-sélectionnés pour participer au Tournoi préolympique 2016 mais il n'est pas présent dans la liste des 12 joueurs conservés le 2 juillet 2016.

## Palmarès
- Vainqueur de la Coupe de Serbie 2016, 2020